# Euseius coccosocius
Euseius coccosocius är en spindeldjursart som först beskrevs av Ghai och Menon 1967.  Euseius coccosocius ingår i släktet Euseius och familjen Phytoseiidae. Inga underarter finns listade i Catalogue of Life.